# West-Vlaams

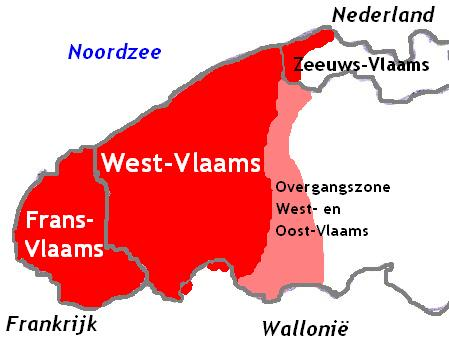
Huidige verspreidingsgebied van het West-Vlaams

Het West-Vlaams is de verzamelnaam voor de groep van dialecten of streektalen die gesproken wordt in de provincie West-Vlaanderen, het westen van Zeeuws-Vlaanderen en door een deel van de bevolking van de Waalse gemeenten Moeskroen en Komen-Waasten en in het noorden van Frankrijk. Ook in het westen van Oost-Vlaanderen worden op West-Vlaams gelijkende overgangsdialecten gesproken, bijvoorbeeld rond Maldegem in het Meetjesland of Zulte. Het dialect dat gesproken wordt in het westen van Zeeuws-Vlaanderen lijkt sterk op het West-Vlaams, maar wordt bij het Zeeuws gerekend.

## Onderverdeling
Het West-Vlaams wordt verdeeld in het Kust-West-Vlaams in het noorden en het westen van de provincie (de Polders, het Houtland en de streek van Veurne-Ieper-Poperinge) en het Continentale West-Vlaams in het zuidoosten van de provincie (Kortrijk, Roeselare, Tielt). Sprekers van het West-Vlaams kunnen gemakkelijk Vlaemsch of Zeeuws verstaan. Het in Frans-Vlaanderen gesproken Vlaemsch, een andere variëteit van het West-Vlaams, wordt met uitsterven bedreigd; slechts enkele duizenden ouderen op het platteland spreken het nog.
Deze dialecten gebruiken allemaal voor het overgrote deel dezelfde grammatica, maar verschillen in het gebruik van (leen)woorden, waar in het Zeeuws meer woorden uit het Standaardnederlands worden verdialectiseerd of overgenomen, terwijl Frans-Vlaams dit met Franse woorden doet.

## Geschiedenis

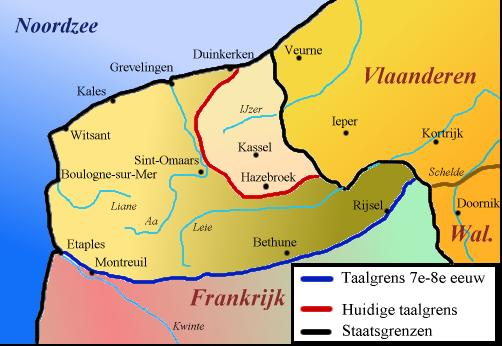
Het historische taalgebied van het West-Vlaams in het huidige Noord-Frankrijk. Tot in Stapel en mogelijk zelfs tot de kustnederzettingen van Berck, werd het West-Vlaams of haar voorgaande dialecten gesproken. In Willeman en Wail (Wael) in Pas-de-Calais werd zeker Oudfrankisch gesproken, gebruik van West-Vlaams heeft er echter geen schriftelijke bewijzen meer.

Het West-Vlaams bevat invloeden uit het Picardisch, een Frans dialect, omdat de handel met Artesië in de middeleeuwen bloeide; Atrecht (Arras) maakte in de vroege middeleeuwen deel uit van het graafschap Vlaanderen en in de late middeleeuwen van De Nederlanden. Het West-Vlaamse dialect, vooral dat van de handelsstad Brugge (het Brugs), leverde de eerste bijdrage aan de standaardisering in het Middelnederlands: uit de West-Vlaamse vormen weggevaagd en waagschaal ontwikkelden zich bijvoorbeeld weggeveegd en weegschaal, nu deel van de Nederlandse standaardtaal. Het West-Vlaams wordt door sommigen - onder andere door Stijn Streuvels - beschouwd als het Nederlandse dialect dat de meeste kenmerken van Middelnederlands heeft behouden.
Hoewel het West-Vlaams grotendeels Nederfrankisch is, kent het veel ingveonismen, mogelijk afkomstig van de Kustsaksen uit de late oudheid en vroege middeleeuwen. Deze hebben in het verleden aanleiding gegeven tot speculatie dat er sprake is van een Fries of Nedersaksisch substraat. Dat zou de lastige vraag kunnen beantwoorden waarom er een tweedeling bestaat tussen West-Vlaams en Oost-Vlaams: er blijkt verder namelijk geen enkele geografische of politieke reden voor te zijn. Sommigen hebben de mogelijkheid dat het West-Vlaams niet volledig Nederfrankisch is als voldoende reden gezien om zelfs te spreken van een aparte taal. Dit wordt over het algemeen door de taalkunde verworpen omdat er wel degelijk een dialectcontinuüm bestaat met het Oost-Vlaams. Bovendien is het Hollands, waarop de standaardtaal (samen met Brabants) gebaseerd is, evenmin geheel Nederfrankisch, maar in Noord-Holland sterk door de taal van de Friezen (met name Oudfries, in West-Friesland ook Middelfries) beïnvloed. Omdat het West-Vlaams zich na de late middeleeuwen anders ontwikkelde dan het Hollands en het Brabants, spreken sommigen op grond van de klankafwijkingen van een aparte taal.
Deze gedachtegang werd onderschreven door de beweging van de West-Vlaamse taalparticularisten in de tweede helft van de negentiende eeuw. Zij verzetten zich tegen de invoering van het half joodsch, half heidensch Hoog-Hollandsch (Guido Gezelle). Ze streden tegen de standaardisering van het Nederlands in België en voor het behoud van het Vlaams der Vaderen, in dit geval het West-Vlaams. De katholieken rond de dialectoloog De Bo en de dichter Guido Gezelle vreesden het binnendringen van het protestantisme via een Nederlandse standaardtaal.
De vorming van het Standaardnederlands ging wel door en de positie van de dialecten in het algemeen werd vooral op het einde van de twintigste eeuw zeer penibel. Onder meer door de perifere ligging van de streek wist het West-Vlaams, in tegenstelling tot andere dialecten, wél een comfortabele positie te behouden. Het is het meest vitale dialect in Vlaanderen, het wordt nog algemeen door alle lagen van de bevolking gesproken, ook door jongeren. Vrijwel alle informele conversaties gebeuren er in het West-Vlaams. Een enquête in 1993 naar de dialectkennis van studenten door het Institut für Deutsche und Niederländische Philologie van de Freie Universität van Berlijn gaf aan dat 88% van de West-Vlaamse studenten nog dialect sprak, tegenover bijvoorbeeld 62% voor Antwerpen en slechts 40% voor Limburg.

## Ingveoonse kenmerken
In het West-Vlaams zijn veel sporen te vinden van het dialect van de Saksen, die tijdens de Germaanse volksverhuizingen - in de vierde en vijfde eeuw - in Vlaanderen aankwamen. Reeds in de tijd van het West-Romeinse Rijk werd de litus Saxonicum aangelegd tegen Saksische zeepiraten die ook de West-Vlaamse kusten bezochten. De Kustgermaanse, Noordzee-Germaanse of Ingveoonse kenmerken van het West-Vlaams vindt men niet alleen terug in andere Nederlandse dialecten als het Zeeuws en Hollands, maar ook sterk in het Nedersaksisch, Fries en Engels. Hoe westelijker in West-Vlaanderen, hoe meer men ze tegenkomt - dit geldt bijzonder voor de Saksische kenmerken die ook in plaatsnaamgeving van de Westhoek en het al langer verfranste gebied rond Boulogne-sur-Mer (Bonen) terugkomen.

### Fonetiek
De Ingveoonse invloeden op de fonetiek van het West-Vlaams blijken uit woorden als pit (put), rik (rug), dinne (dun) en ouder brigge (brug). Korte u-klanken werden ontrond tot i, wat ook in het Engels (pit, ridge, thin, bridge) het geval was. De open uitspraak van de korte e, i en u, zoals in bek, in en tusschen (tussen) komt voor in meerdere oude kustdialecten zoals onder andere het Hollands. Dit staat tegenover de gesloten Brabantse uitspraak: bik, ien en tuusse. Het AN volgt een middenweg en het hedendaagse Hollands doet mee.
De voornaamste klanken zijn de uu, de oe en de ii (geschreven ie) op de meeste plaatsen waar het Nederlands ui, ou en ij heeft. Dientengevolge verschijnt uit er als uut, buiten als but(e)n, koud als koed, zwijgen als zwieg(e)n en tijd als tied.
Een ander Kustgermaans fenomeen is h-deletie aan het begin van een woord. Dit is allesbehalve exclusief West-Vlaams, ook het Brabants doet dit. Men zegt èpen (helpen), òòlen (halen) en ard (hard). De analogie met de Engelse dialecten gaat op, maar zowel in het Standaardengels als in het Standaardnederlands werd de h in ere hersteld. 
Ook typisch West-Vlaams is de uitspraak van de letter g waarbij die voortgebracht wordt door vernauwing van de stemspleet. Deze laryngalisering van g tot h is een zeer typisch kenmerk van het dialect. De combinatie met de uitspraak van de h zorgt ervoor dat een oeëd (hoed) hoeëd (goed) kan zitten in het West-Vlaams. In het dialecttaalgebruik is dit onderscheid duidelijk. Vooral bij West-Vlamingen die Algemeen Nederlands spreken kan dit tot problemen leiden, zoals het gebruik van dezelfde klank (h) voor de twee letters, of hypercorrectie.
Uitzonderlijk is het gedrag van de eind-n in het suffix -en, zoals in werkwoorden, meervouden, bijvoeglijke naamwoorden, enz. Terwijl in een groot deel van het Nederlandstalige gebied de e wel, maar de n niet uitgesproken wordt, wordt de n in het West-Vlaams, uitgezonderd in het Brugs, rechtstreeks aan het stamwoord geplakt in combinatie met syncope: zotn (zotten), hurtn (luisteren) en bustn (borsten) dus (iets soortgelijks gebeurt in het Nedersaksisch en met name in het Gronings). Soms wordt ook de medeklinker voor deze doffe e verder ingeslikt, en vervangen door een glottisslag (zie verder).
Het niet uitspreken van de doffe e in –en treft men ook aan in het Engels (beaten, listen) en Nedersaksische dialecten (luustern).
Hurtn en bustn, evenals bus (bos), mussels (mosselen), vul (vol) en zunne (zon) e.a. brengen dan weer een ander typisch klankkenmerk naar de oppervlakte: de spontane palatalisatie (verplaatsing van de uitspraakbasis naar het harde verhemelte zonder echte fonetische reden; spontaan dus) van o tot u. Weer vindt men hetzelfde bij cognaten in het Engels (hoewel de uitspraak daarin ook al wat geëvolueerd is): bush, mussels, full, sun. Nadat dit was gebeurd in het West-Vlaams (evenals in andere kustdialecten), werden in het Vroeg-Nederlands korte o's tot oo gerekt, bijvoorbeeld tot zoon (Engels: son), boter en vogel. In het West-Vlaams daarentegen werd de gepalataliseerde u gerekt tot eu, wat zeune, beuter en veugel opleverde. In het Kust-West-Vlaams werd de eu in enkele van die woorden dan wederom verkort tot u; zie onder meer butter (versus beuter), schuttel (vs scheutel, schotel) en kuttel (vs keutel).
Nog een klankkenmerk dat veel dialecten rond de Noordzee gemeenschappelijk hebben, is de "verdonkering" van a tot o in bepaalde woorden. Vergelijk bijvoorbeeld zochte (zacht), of (af) en brocht (bracht) met het Engels: soft, off, brought.
Ook kenmerkend voor het Kustgermaans is de omvorming van de Oudwestgermaanse tweeklank iu tot ie, waar de continentale dialecten een uu hebben ontwikkeld, die later op zijn beurt gediftongeerd werd tot ui. Zo staan de West-Vlaamse vormen van kieken, vier en stieren, zoals Engels chicken, fire en steer, tegenover de Brabantse vormen kuiken, vuur en stuur (want vóór een r werd daarin de uu behouden en niet tot ui vervormd).

### Grammatica
Voor wat betreft de meervoudsvorming is de uitgang –s in de grammatica van het West-Vlaams (en zeker in het archaïsche Frans-Vlaams) veel algemener dan in die van andere dialecten en het Standaardnederlands, waarin de meeste meervouden met –en worden gevormd. Deze algemenere meervoudsvorming op –s deelt het West-Vlaams met het Nedersaksisch, waarin het verschijnsel echter veel sterker op zijn retour is. Het Engels heeft de meervoudsvorming op –s nog veel verder doorgetrokken, waardoor de –en-vormen zeer zeldzaam zijn geworden (met als een van de laatste getuigen bijvoorbeeld oxen, voor ossen). In het West-Vlaams eindigen, in tegenstelling tot het Engels, veel meervouden wel nog op –en. Die winnen ook veld onder invloed van de standaard- of tussentaal, maar vooral in het westen zijn de –s'en nog alom aanwezig. Men zegt er dus trings (treinen), keuns (konijnen), brils (brillen), kleers (kleren), kinders (kinderen) enzovoort.

### Woordenschat

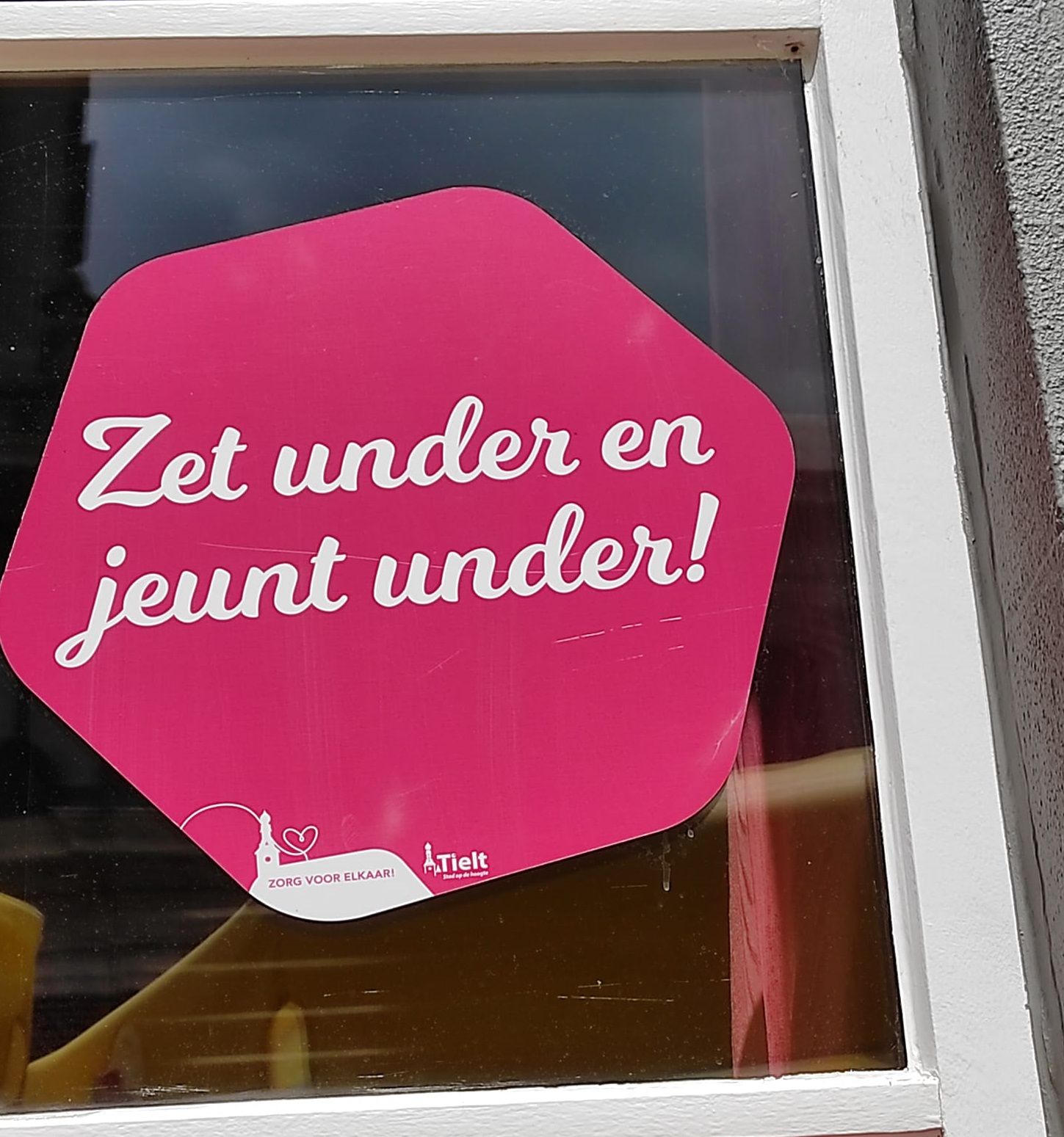
Tielts

Qua Kustgermaanse woordenschat zijn er enerzijds woorden die verder leven uit de Saksische erfenis en anderzijds leenwoorden die later vooral via de handel met Engeland in het West-Vlaams zijn beland. Voorbeelden van de laatste, de hedendaagse Amerikaanse 'wordflow' buiten beschouwing gelaten, zijn onder meer riftje-raftje (of kotjevolk, 'schorriemorrie' uit Engels riff-raff), nowers (zuidelijk nievers, voor 'nergens', uit Engels nowhere) en agèèn ('alweer', uit Engels again).
Woorden die daarentegen in historisch opzicht cognaten zijn van het overeenkomende Engelse woord zijn bijvoorbeeld: wied (onkruid, zie Engels weed), sjchreepen of sjcharten (krabben, vergelijk to scratch), buttersjchiete (vlinder, zoals butterfly), kobbe (spin, vergelijk met cobweb), bringen (brengen, to bring), schreemen (voor schreien, to scream), e letje (vroeger 'een beetje', zoals a little in het Engels of lyts (klein) in het Fries; nu enkel nog in de betekenis van 'een tijdje') enzovoort. Deze woorden komen vooral in de Westhoek en Frans-Vlaanderen voor.

## Indeling: Kust-West-Vlaams versus West-Vlaams
Hoewel het West-Vlaams, in tegenstelling tot het Oost-Vlaams, een tamelijk homogeen dialect is, kan men toch vier grote varianten ervan optekenen. De meeste onderlinge verschillen vindt men tussen het noorden en het westen enerzijds en het zuidoosten anderzijds. Het Kust-West-Vlaams wordt gesproken aan de Kust en in de Westhoek (de streek rond Veurne, Ieper en Poperinge). Het bevat nog veel Saksische kenmerken, niettegenstaande dat het West-Vlaams, net als het Nederlands, van Nederfrankische origine is. Naast het Kust-West-Vlaams onderscheidt men ook het continentaal West-Vlaams, dat minder Saksische maar des te meer Oost-Vlaamse trekjes heeft.

### Fonetiek van het Kust-West-Vlaams
In het Kust-West-Vlaams is de korte e voor de combinaties r + t, d, s soms een korte a geworden en zegt men dus gès (gras), vès (vers) en desschen (dorsen) in het zuidoosten, tegenover gas, vas en dasschen in het westen en aan de kust. Zelfs op de Duinkerkse markt hoort men nog 'vaske vis' (verse vis) roepen, wat in het Kust-West-Vlaams als vassche vis, en in het continentaal West-Vlaams als vessche vis zou klinken.

### Grammatica van het Kust-West-Vlaams
Ook typisch voor het Kust-West-Vlaams is het gebruik van de meervoudsvorm voor eerste persoon enkelvoud in de vervoeging van werkwoorden. k zin ik, k werken ik, k peizen ik staat dus tegenover het zuidoostelijke k benne kik , k weirke kik, k peize kik, wat doet denken aan het Oost-Vlaams.
Het volledig wegvallen van de –de in tweelettergrepige Middelnederlandse woorden als moede en roede is dan weer typisch voor het continentaal West-Vlaams, dat daarin het ABN volgt. In het Kust-West-Vlaams zegt men nog steeds moeë en roeë, en zelfs woorden die nooit op –de eindigden, zoals koeë en schoeë, volgen die tendens.
Opvallend aan het West-Vlaams is tevens de verscheidenheid in de verkleinwoordvorming. Ook hier staat het continentaal West-Vlaams, met uitgangen op –ke, pal tegenover het Kust-West-Vlaams waar –tje de plak zwaait (het Oostends Woordenboek noteert -tsje, -etsje en -sje). Zo wordt glazeke nooit gehoord in het noorden of het westen, en zegt men daar eerder glazetje aan de Oostkust, wat in Brugge zelfs nooit verdofd werd en klinkt als glazetjie. Ook Kust-West-Vlaams zijn glazeje in het Houtland rond Torhout en glazege in de Westhoek. In Midden-West-Vlaanderen, met name het Roeselaarse, gebruikt men als verkleinwoord 'gie' , een gloazegie, een huzegie etc. Deze twee laatste vormen, op –eje of –ege, zijn echter sterk op hun retour door de expansie van –ke vanuit het oosten en het zuiden (onder invloed van het Brabants), en van –tje (soms geassimileerd tot –sje of –je) in het noorden en het westen, onder invloed van de standaardtaal.
Ook heeft het Kust-West-Vlaams, in tegenstelling tot het Zuidoost-West-Vlaams, veel meer Kust-Westgermaanse trekjes.

### Indelingen binnen het Kust-West-Vlaams.
Binnen het Kust-West-Vlaams staat de taal van de Westhoek, westelijk West-Vlaams dus, naast die van De Polders en het Houtland (ten oosten van de rivier de IJzer tot Brugge), noordelijk West-Vlaams. Het westelijk West-Vlaams wordt ook gesproken in Frans-Vlaanderen, hoewel dit soms als een apart soort West-Vlaams aangeduid wordt. De verschillen, zoals die nu bestaan, kunnen verklaard worden door de eeuwenlange afzondering van Frans-Vlaanderen van de rest van West-Vlaanderen. Daardoor heeft het Frans-Vlaams niet meegedaan aan recentere West-Vlaamse vernieuwingen, en anderzijds interne vernieuwingen doorgevoerd die niet over de staatsgrens geraakt zijn. Maar in se is Frans-Vlaams dus westelijk West-Vlaams.
In het westen wordt bijvoorbeeld nog steeds het onderscheid gemaakt tussen de diftongen au en ou, waar dit in de standaardtaal en de meeste andere dialecten niet meer het geval is. Men hoort er dus blaauw, graauw en klaauw, waar dit elders in West-Vlaanderen veelal blow, grow en klow is. Ook de deletie van g in voltooid deelwoorden is typisch voor de Westhoek, daar is het dus edaan, ezien, ezeid, wat doet denken aan het Engelse done, seen, said. In de rest van de provincie spreekt men die g wel uit, maar die klinkt dan als een h. Ook leeft de d na ij (ie) en ui (uu) in sommige woorden nog steeds voort; men is er dus bliede (blij) en gebruikt luuders (luiers) voor de kinders (meervouden op –s zijn trouwens ook algemener in het westen dan in het noorden). Woorden die vroeger op –ede eindigden, wat in het hedendaags Nederlands een zachtlange ee geworden is, zijn vaak gediftongeerd tot ei. Vooral in het westen gaat men dus mei (mee) naar de stei (stede, stad). Ook typerend is het gebruik van nuus in plaats van uus (ons) als persoonlijk en bezittelijk voornaamwoord eerste persoon meervoud.

## Officiële status
In Nederland werden pogingen ondernomen om het Zeeuws (zustertaal van het West-Vlaams) te laten erkennen als regionale taal in het kader van het Europees Handvest voor regionale talen of talen van minderheden, naast het Limburgs en Nedersaksisch. Op negatief advies van de Nederlandse Taalunie ging dat niet door.
In België geniet het West-Vlaams geen enkele officiële erkenning. België heeft het desbetreffende Handvest niet geratificeerd om de al complexe taalsituatie niet nog ingewikkelder te maken.
De enige erkenning kreeg het van Frankrijk, waar het op de lijst staat van langues régionales de France. In plaats van het Handvest te ondertekenen stelde het land deze lijst op. Op die talen zijn dan bepaalde passages uit het Handvest van toepassing. In de praktijk stelt deze semi-officiële erkenning echter niet veel voor, ook al omdat het aantal sprekers van het West-Vlaams er blijft slinken.

## Overige kenmerken
Het West-Vlaams heeft verschillende typische kenmerken die het onderscheiden van het Standaardnederlands of van de meeste andere Vlaamse dialecten.

### Franse invloeden (woordenschat)
In heel Vlaanderen is er in min of meerdere mate Franse woordenschat opgenomen in het volkse taalgebruik, vooral in specifieke domeinen; in het West-Vlaams is deze invloed groter:
(West-Vlaams / Frans / Nederlands)
- pertank / pourtant / nochtans
- forsette of ferkette / fourchette / vork
- assiete/taljore / assiette/tailloir[6] / bord
- couvers / couverts / bestek
- freings / freins / remmen
- vèlo / vélo / fiets
- fateure / voiture (d'enfant) / kinderwagen
- facteur (fakteur) / facteur / postbode
- cha(m)brang / chambranle / deurkozijn

### Franse invloeden (grammatica)
In het West-Vlaams kan het werkwoord komen (van) (met eventuele toevoeging van 'juist') + infinitief gebruikt worden om een recente gebeurtenis uit te drukken. Dit is integraal overgenomen van de Franse passé récent waar venir de + infinitif wordt gebruikt met dezelfde betekenis. In het Standaardnederlands is dit gebruik nagenoeg onbekend en dient men op een andere manier de recent verleden tijd uit te drukken:
West-Vlaams: Junder meugen wel 'ki begun'n schommel'n! - Mo pa, me kom'n wied'r juste van schommel'n!
Frans: Il faut que vous commenciez à nettoyer! - Mais enfin! Papa, nous venons de nettoyer!
Standaardnederlands: Jullie moeten beginnen met opruimen! - Maar papa, wij hebben net/zojuist opgeruimd!

### Dubbel onderwerp
Op grammaticaal gebied valt het West-Vlaams bovendien op door het bijna immer gebruik van een dubbel onderwerp:
- je kiekt gie nor e foto - je kijkt naar een foto
- 'k 'en ik van den uchten'd rendez-vous bie den dokteur - ik heb deze morgen een afspraak bij de dokter
- ze zie' zieder olsan in retard in de messe - zij zijn altijd te laat in de mis

### Onbepaalde lidwoorden
Soms is er een onderscheid tussen mannelijk, vrouwelijk en onzijdig bij het onbepaald lidwoord:
- ne stier, e koebêeste, e kolf, nen ôtto - een stier, een koe, een kalf, een auto

Bovendien eindigen veel (vooral vrouwelijke) substantieven op -e. vb: de baan = de boane; de zon = de zunne

### Preverbaal negatief element of dubbele negatie
In een ontkennende zin gebruikt het West-Vlaams, net zoals het Nederlands, een negatief bijwoord "niet". Er is echter ook een preverbaal negatief element beschikbaar, zoals men ook in het Frans gebruikt: "Jan en ee nie veel geld." Hoewel door sommige linguïsten is geponeerd dat ditzelfde fenomeen in het Afrikaans aan Vlaamse dialecten (bijvoorbeeld het Aarschotse dialect door de Belgische Neerlandicus Jan Louis Pauwels) zou zijn ontleend, blijkt uit recenter linguïstisch onderzoek dat de feiten dit tegenspreken.

### Verbuiging van ja en nee
Opvallend is de verbuiging van de antwoordpartikels ja, nee en toet (toch wel) wanneer men antwoordt op een vraag. Zij worden gevolgd door een clitisch pronomen naargelang de persoon op wie ze betrekking hebben. Afhankelijk van het dialect kan dit zelfs een volledig paradigma zijn.
- 1e persoon enkelvoud: joak - nink
- 2e persoon enkelvoud: joag - nèg
- 3e persoon enkelvoud: joaj/joan - nèj/nèn (mannelijk), joas - nès (vrouwelijk) en joat - nint  (onzijdig)
- 1e persoon meervoud: joam/joaw - nim/nèw
- 2e persoon meervoud: joag - nèg
- 3e persoon meervoud: joa(n)s - nè(n)s

Ook in heel wat Oost-Vlaamse, Zeeuwse en Hollandse dialecten doet dit fenomeen zich overigens voor.

### Monoftongen
Typisch voor het West-Vlaams zijn de monoftongen ie, oe en uu voor ij, ou en ui. Deze monoftongen zijn bewaard uit het Middelnederlands. Overigens werd het grootste deel van de Middelnederlandse teksten op het gebied van het huidige West-Vlaanderen geschreven. Uitzondering hierbij is de grensstreek in de buurt van bijvoorbeeld Waregem, waar diftongen toch in beperkte mate voorkomen.
In West-Vlaanderen is het dus bùten biettend koed en niet buiten bijtend koud. Ook worden de korte klinkers e, i en u anders uitgesproken dan in de standaardtaal. De (doffe) i wordt bijvoorbeeld een soort è. De h wordt meestal niet uitgesproken en de g wordt als h uitgesproken, soms ook wel als de ch in "lach".
Een andere eigenaardigheid lijkt op een uitspraak uit het Frans: vóór t,d en s wordt een oe in plaats van ou uitgesproken. Daar waar in het Nederlands dus vóór deze t,d en s de Germaanse vorm -ol in -ou veranderde (vb. cold - koud), heeft het West-Vlaams er een korte -oe van gemaakt. Dus:  't is koed in m'n oede koesen ( 't is koud in m'n oude kousen). Andere kenmerken zijn een verschuiving van o naar u en van oo naar eu, of Umlaut in sommige woorden. Bijvoorbeeld: op - up (vaak ook: ip), ochtend - nuchtend, boter - beuter, wonen - weunen.

### Eind-t
Zoals in bijna alle dialecten in Vlaanderen wordt de eind-t in woorden als met, dat, niet enz. niet uitgesproken; zie t-deletie.

### Korteei
Waar het Nederlands een ij heeft, klinkt meestal ie. Bijvoorbeeld: kiekn (kijken), ie (hij), liene (lijn). De Nederlandse ei klinkt meestal ook in het West-Vlaams als ei.

### Betekenisvariaties
Naast al deze klankverschuivingen en alternatieve grammatica hebben bepaalde (veelgebruikte) woorden in het West-Vlaams ook een afwijkende betekenis van dat woord in het Nederlands. Zo wordt bijvoorbeeld in het Nederlands na voor een tijdsbepaling gebruikt, en achter voor een plaatsbepaling. Terwijl in het West-Vlaams het woord achter voor een tijdsbepaling staat en bachten voor een plaatsbepaling staat.
- Het is kwart na twee wordt 't is kart achter 'n twjin
- het papier is achter de kast gevallen wordt 't papier is bacht'n de kasse gevol'n

Een overblijfsel uit het Kustwestgermaans is het koppelwerkwoord komen in plaats van het Nederlands worden. In het West-Vlaams zegt men dus niet ik word ziek, maar men zegt ik kom ziek.

## Voorbeelden
In het dialect uit Roeselare:
Me gieng'n windr e vrandrienge doen an uus'uus en meen windr shanse get. Mienne kooz'n è metsnoare en je wilde em dadde wel achtr'eure doen ...! Da gienk et nogool ne klets skill'n in de pries, van den dag van vandoage witje nie mièèr met hoeveele daj 't ofstooft oj 'ntwadde lat doen ...!
In het Standaardnederlands:
We zouden een verandering aanbrengen aan ons huis en we hebben geluk gehad. Mijn neef is metselaar en hij wilde dat wel na de uren doen. Dat zou nogal een verschil maken in de prijs, want vandaag de dag weet je niet meer hoeveel het je zal kosten als je iets laat uitvoeren.
In datzelfde dialect:
(Moeder tot zoon) Ge moe gy nu ne kièè kiekk'n noa dien toafle ...! 't Is oal kaffie neev'nst joen zatte. G'ee weere gebrield nièè ... nen brielpot daj gy zyt ...!"
(en tot de dochter) "En gy ...!" Ge moe'gy dao nie zitt'n gidder'n ... van ge zie wok zuk'een brielkoente ...! Kiekt maor ekièè an joen voet'n ... 't is ool bruuslienge up de groend ... 't ligt teetne voir ne gièèl nest kiek'ns ...!"
En in Standaardnederlands:
Moet je nu eens kijken naar die tafel! Er ligt overal koffie naast je kopje. Je hebt weer gemorst, he ... wat ben je toch een morspot!
En jij! Je moet daar niet zitten giechelen ... want je bent ook een morspot! Kijk maar eens naar je voeten ... er liggen overal kruimels op de grond, er ligt genoeg te eten voor een heel nest kippen!